# Atafu
Atafu, dawniej Duke of York Group – koralowy atol w archipelagu Tokelau, należący administracyjnie do terytorium zależnego Nowej Zelandii – Tokelau. Atol stanowi jednocześnie jednostkę administracyjną o takiej samej nazwie.
Atol ma powierzchnię 2,03 km² i otacza wewnętrzną lagunę o powierzchni około 15 km². W skład atolu wchodzi 8 większych wysp i kilkadziesiąt drobnych wysepek, z których najważniejsze to: Motu Hakataga, Fanualoa, Atafu, Tuagafulu. Liczba ludności w poszczególnych latach:
| 2006 | 2011 |
| ---- | ---- |
| 524  | 482  |

Jedyną osadą atolu jest Atafu położone na wyspie Atafu i zamieszkane przez 482 osoby (2011).
Atol został odkryty w 1765 roku. W 1889 Wielka Brytania ustanowiła protektorat nad atolem (wraz z pozostałymi Wyspami Tokelau), włączając go w 1916 do brytyjskiej kolonii Wyspy Gilberta i Lagunowe. W 1925 Brytyjczycy przekazali administrację Nowej Zelandii. W latach 1926–1948 atol był zarządzany z Samoa Zachodniego (wówczas również terytorium zależnego Nowej Zelandii). Obecnie jest nadal zarządzane przez Nową Zelandię na mocy Tokelau Act z 1948 (z poprawkami z 1963 i 1999). Do 1979 do atolu roszczenia zgłaszały Stany Zjednoczone.
Do władz atolu należy Faipule (szef rady, wódz), Pulenuku (burmistrz) i Taupulega (rada starszych).